# Eduardo Schürrle
Eduardo Ferreira Soares (Braga, 17 de agosto de 2001), conocido deportivamente como Eduardo Schürrle, es un futbolista portugués que juega como centrocampista en el Clube Desportivo Trofense, cedido por el Sporting Clube de Braga de la Primeira Liga de Portugal.

## Trayectoria

### Sporting Clube de Braga
Eduardo es un producto de las academias juveniles del ADC Aveleda y del Sporting Clube de Braga. El 20 de diciembre de 2017 firmó su primer contrato profesional con el Braga. Hizo su debut profesional con el Braga como suplente tardío en la victoria por 6-0 en la Primeira Liga sobre el Futebol Clube de Arouca el 30 de diciembre de 2021.

#### Cesión al Trofense
Fue prestado al Clube Desportivo Trofense hasta el final de la temporada 2022-23.

## Selección nacional
Eduardo es un internacional juvenil de Portugal, habiendo representado a la sub-16, sub-18 y sub-19.

## Vida personal
Cuando llegó al Braga por primera vez , había otro futbolista llamado Eduardo y para diferenciarse recibió el apodo de Schürrle; su mánager notó su parecido físico con el exfutbolista alemán André Schürrle.